# Хорекаванк
Хорекаванк (арм. Հոռեկա վանք; также известный как Орекаванк, Глхованк и монастырь Хорека) — армянский монастырский комплекс, основанный в V веке и принявший свой основной вид в XIII веке. Расположен в 3,9 км к западу от села Талыш Агдеринского района Азербайджана, на северном лесистом склоне горы, на высоте 1103 метров над уровнем моря.  

## История
В V веке в лес, что чуть выше современного Талыша, спасаясь от преследования неприятеля, пришел со своими подданными князь Тариндж. Было это ранней осенью, в месяц Гори (арм. Հոռի) по древнеармянскому календарю и место своего спасения он назвал в честь этого месяца. Возникшее поселение получило название Орека (Урекан), а позже был основан монастырь в V веке, по некоторым сведениям, святым Месропом Маштоцем. Письменные упоминания об основании монастыря сохранились в труде Мовсеса Каганкатваци «История страны Алуанк». В 1279 году на месте старого, строится новый монастырский комплекс Хорекаванк.
В 60 метрах к северо-западу от монастырского комплекса находятся усадьбы князей Гюлистана Мелик-Бегларянов, а в северо-восточной части — родовое кладбище Мелик-Бегларянов. До 44-ех дневной войны, в 2019 году монастырь планировался быть восстановлен НКР.

## Устройство комплекса
Первоначальный монастырь V века, как и другие в регионе, неоднократно подвергался повреждениям во время иноземных нашествий и поэтому несколько раз перестраивался и частично видоизменялся. Начальный план включал церковь, часовню, кладбище и другие служебные постройки.
Монастырь состоит из церкви, притвора, колокольни, келий монахов и кладбища. Церковь была построена в 1279 году. Строительная надпись на тимпане над входом гласит: «При патриаршестве Степаноса: строителя сей церкви Ованнеса поминайте во Христе, также родителей и братьев их. Год 1279». Церковь представляет собой прямоугольную в плане сводчатую постройку. При строительстве использованы необработанные и груботесаные камни и известковый раствор. Церковь изнутри отштукатурена, на южной и северной стенах имеется 5 ниш, 3 из которых в абсидной части. Церковь освещалась сквозь восточное и западное окна, которые сужались вовнутрь. Единственный вход расположен в западной части. 
В 1284 году с южной стороны к церкви был пристроен притвор-усыпальница. Вход находится с западной стороны. Строительная надпись высечена на тимпане над входом: «При мировом господстве хана Апаги, при патриаршестве владыки Степаноса и при паронстве Норадина, Сраадина и Гурзадина. Я, владыка Ованнес, построил сей притвор в мою память, и братьев, и родителей моих». 
С западной части к притвору прилегает колокольня. Она представляет собой высокое вытянутое здание, построено в конце XIII—начале XIV веков. Постройка имела четырехколонную ротонду и четырегхранный пирамидальный шпиль, который не сохранился.

## Галерея

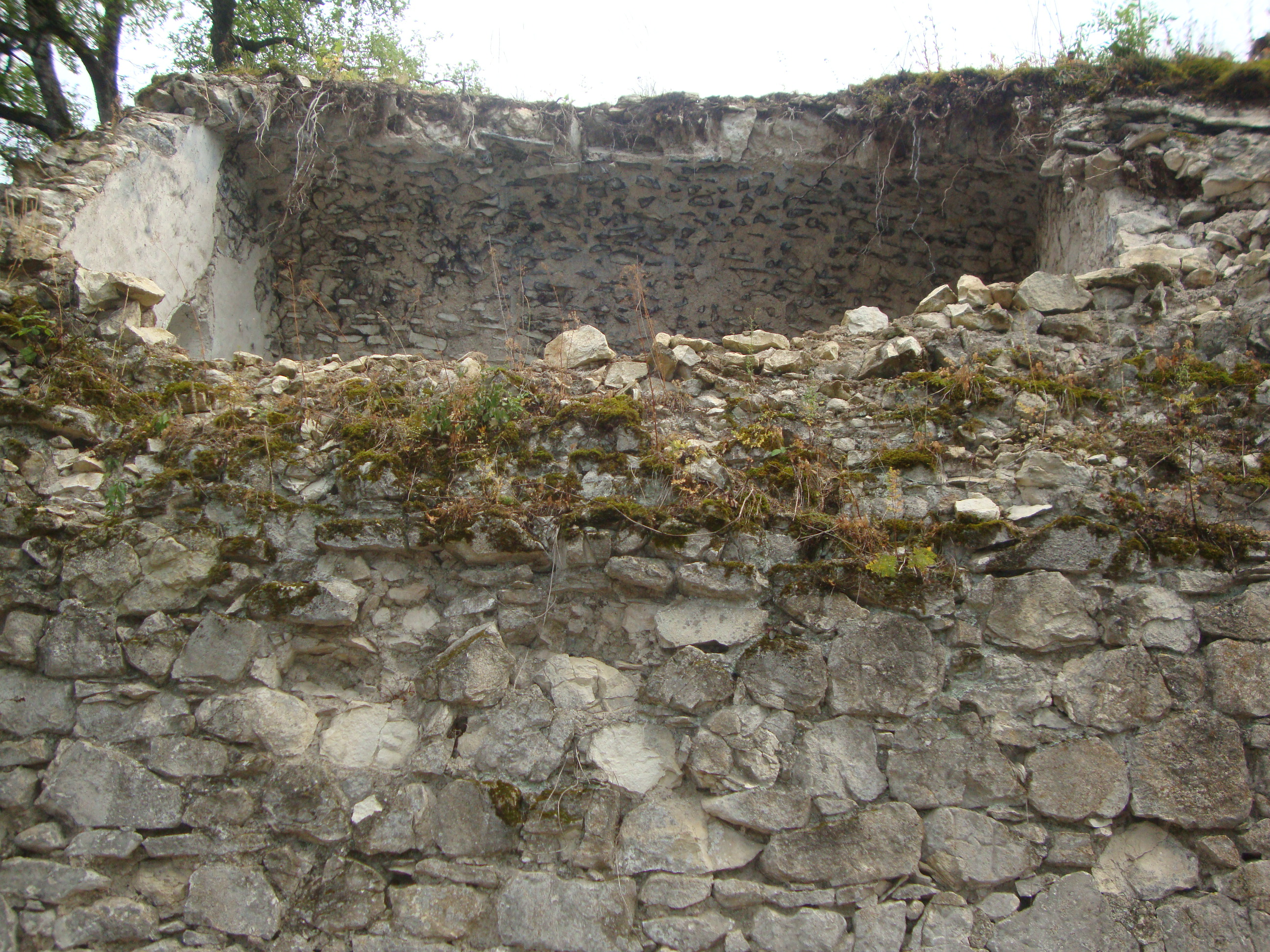
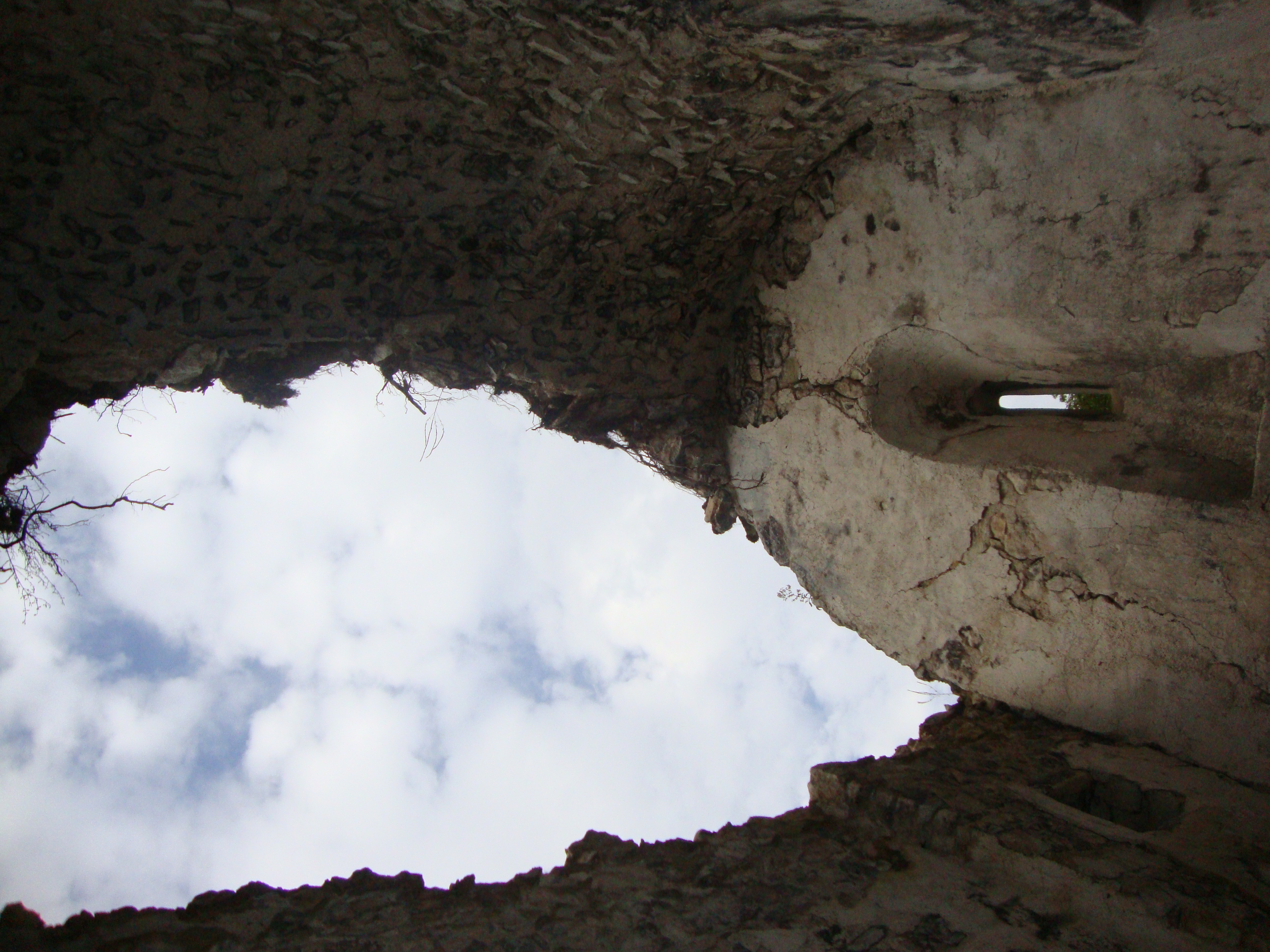
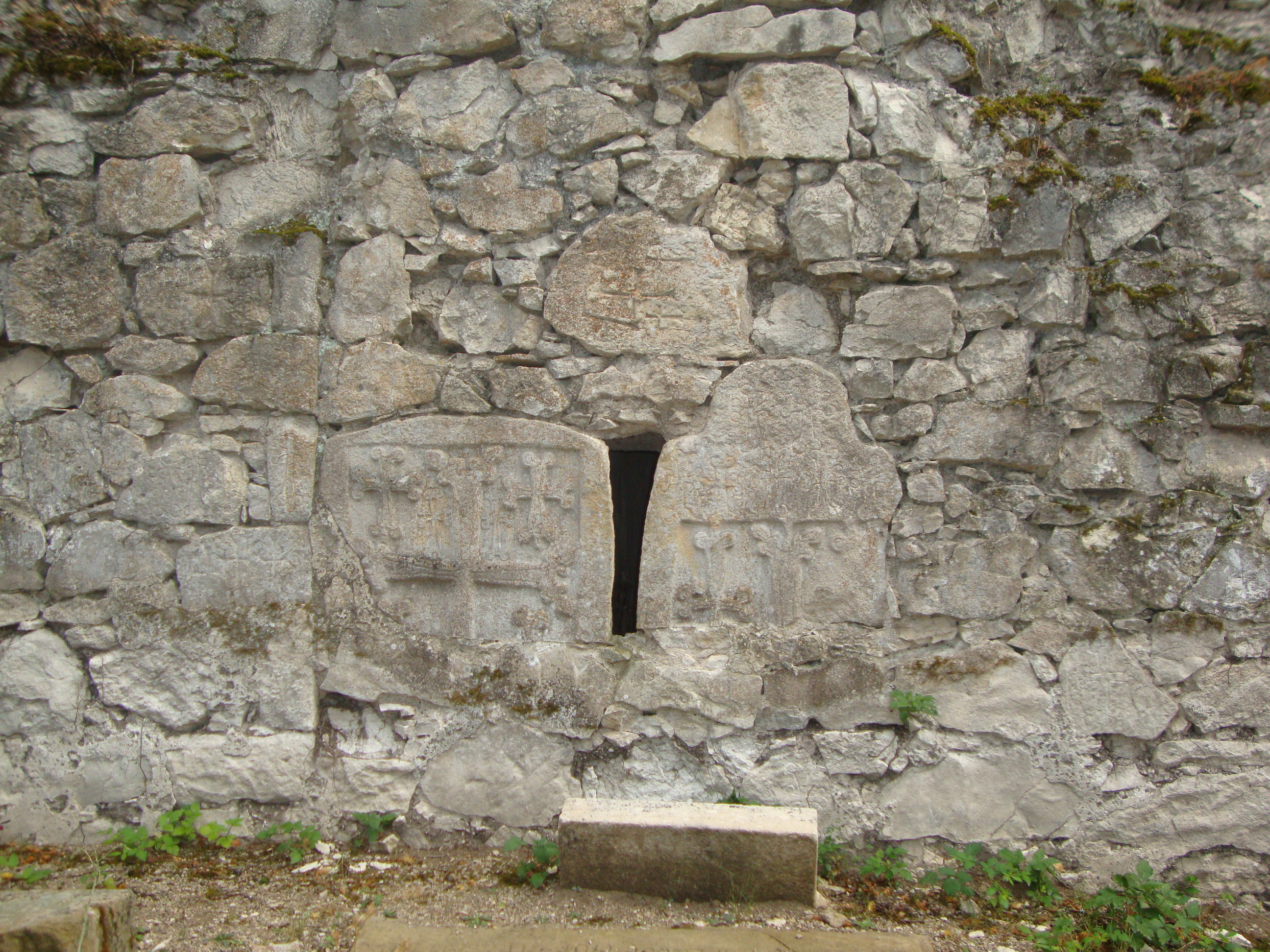
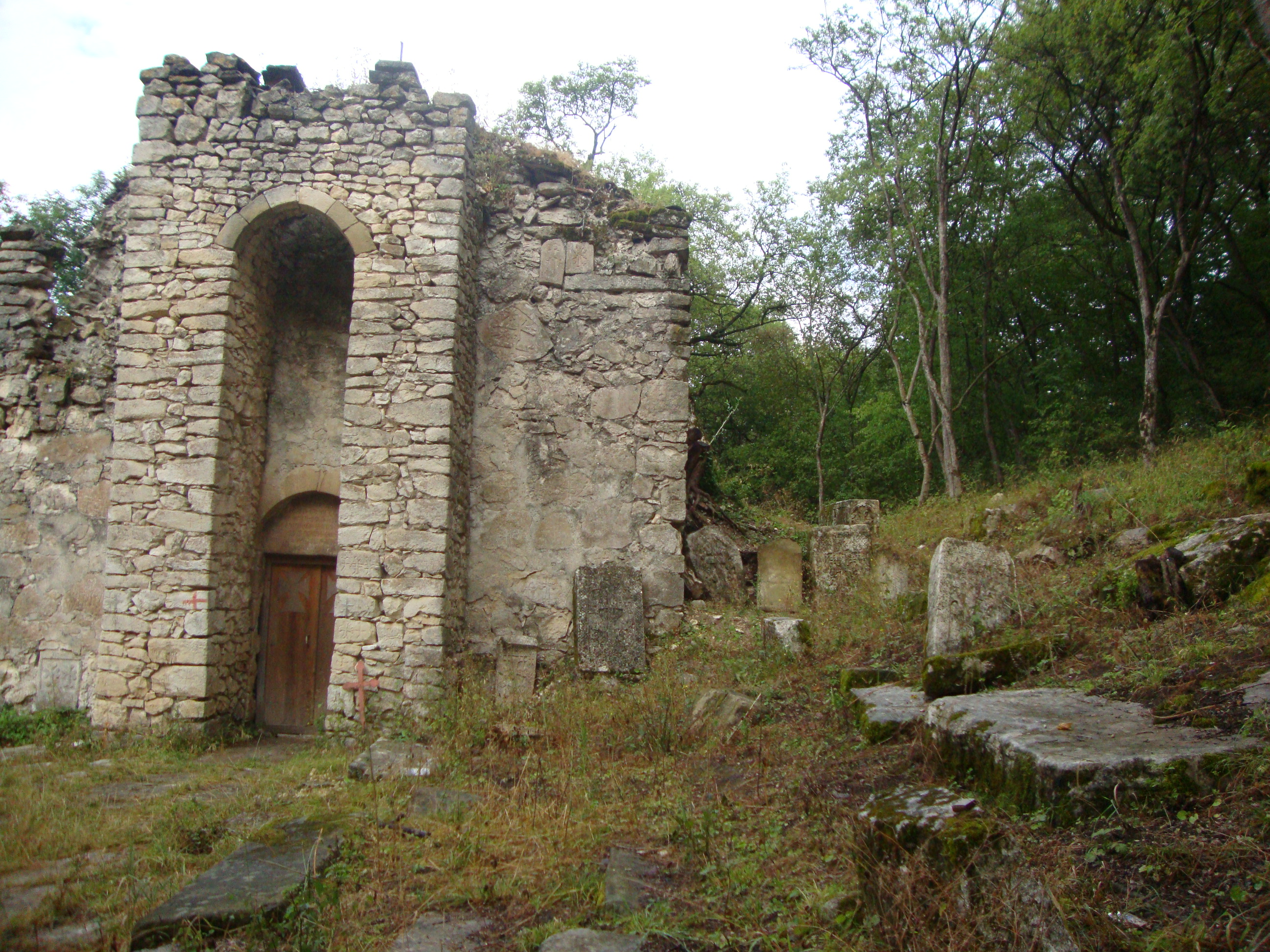
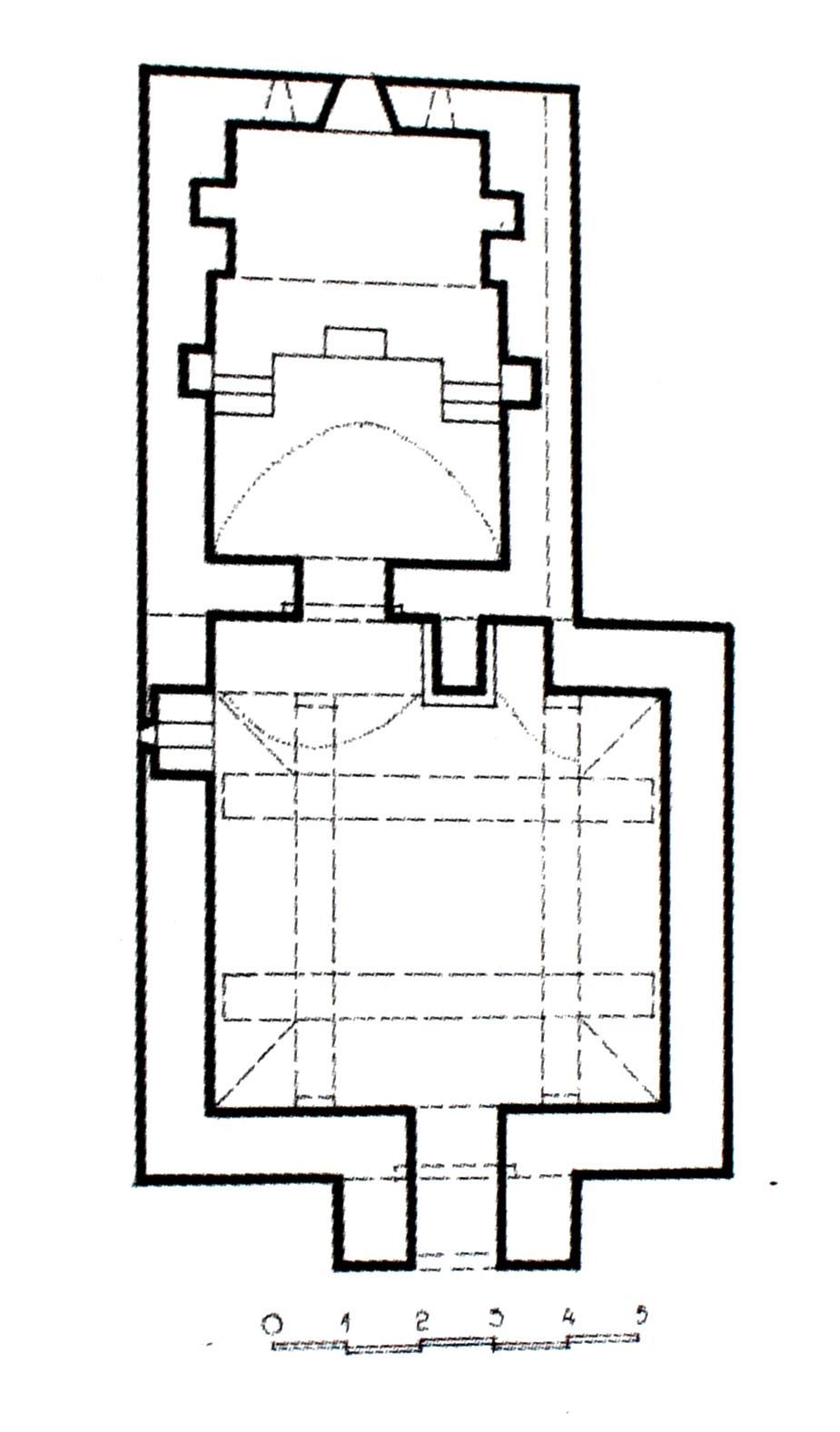